# 猿ヶ馬場峠
猿ヶ馬場峠（さるがばんばとうげ）は、長野県千曲市と東筑摩郡麻績村を結ぶ峠である。標高は964m。国道403号が通る。

## 地理
三峰山西麓と聖山東麓の鞍部を通る峠。峠の南北とも水系は信濃川水系である。南側には聖湖（別名：猿が番場池）があり周辺にはキャンプ場やスキー場もあって別荘も散在する。

## 歴史
旧北国西街道（別名：善光寺西街道）における麻績宿と桑原宿の間にある最難関の峠道であるとされ、善光寺への重要な参詣路の1つだった。古代からの東山道の支路であった冠着山古峠から平安時代もしくは鎌倉時代に一本松峠へ、そして更に戦国時代にこの峠へと、順次に北への変遷があったと考えられる。
武田信玄の命で配下の馬場美濃守によって開発整備されたことと、当時この峠付近には沢山の猿が群をなしていたことによる峠名と伝わる。長野盆地と松本盆地を結び古来から物資は勿論、多くの文人墨客、武人らが通行し、様々な民話や伝説に彩られている。
1582年（天正10年）信濃国をも支配地域としていた武田家を滅亡させた織田信長は海津城に森長可を入れて北信地方の支配に当たらせた。しかし芋川氏や信濃島津氏らがこれに反抗して長沼城や大倉城などに篭城しての合戦となった。これらを敗走させ篭城していた千人余りを人質にして海津城に連行し、越後への侵攻を進めていた。だが森長可は本能寺の変で織田信長の後ろ盾を失い支配地の土豪の反撃にあった。このため多くの人質を盾にしてこの峠まで追撃を逃れて来た。そして人質の全員を惨殺して撤退、逃亡して行ったとされている。
この後北信濃を支配したのは上杉景勝で、北側の麓の稲荷山に城を築いた。そして配下の清野氏が後北条氏や徳川氏の侵攻に備えてこの峠を守備したとされ佐野山城や龍王城での攻防戦が伝えられている。
江戸時代には松代藩から宮下、松崎、大井の三家が各一千坪の山野を与えられ茶屋を営みながら山賊から旅人を守る命を受けていたと言われている。
この峠の所属を巡っては元禄のころから旧八幡村（千曲市）と麻績村の境界争いがあった。1895年（明治28年）の郡界更正により決したが、峠頂上に両村での村境碑が建立されたのは1936年（昭和11年）のことである。